# Xã Harmony, Quận Union, Indiana
Xã Harmony (tiếng Anh: Harmony Township) là một xã thuộc quận Union, tiểu bang Indiana, Hoa Kỳ. Năm 2010, dân số của xã này là 543 người.